# Ciona
Ciona is een geslacht van zakpijpen uit de  familie van de Cionidae.

## Soorten
- Ciona antarctica Hartmeyer, 1911
- Ciona edwardsi Roule, 1884
- Ciona fascicularis Hancock, 1870
- Ciona gelatinosa Bonnevie, 1896
- Ciona hoshinoi Monniot, 1991
- Ciona imperfecta Monniot C. & Monniot F., 1977
- Ciona intermedia Mastrototaro, 2020
- Ciona intestinalis (Linnaeus, 1767) (Doorschijnende zakpijp)
- Ciona longissima Hartmeyer, 1899
- Ciona mollis Ritter, 1907
- Ciona pomponiae Monniot & Monniot, 1989
- Ciona robusta Hoshino & Tokioka, 1967
- Ciona roulei Lahille, 1887
- Ciona savignyi Herdman, 1882
- Ciona sheikoi Sanamyan, 1998

Niet geaccepteerde soorten:
- Ciona abdominalis Sluiter, 1898 → Rhopalaea abdominalis (Sluiter, 1898)
- Ciona aspera Herdman, 1886 → Ciona savignyi Herdman, 1882
- Ciona canina (Mueller, 1776) → Ciona intestinalis (Linnaeus, 1767)
- Ciona diaphanea (Quoy & Gaimard, 1834) → Ciona intestinalis (Linnaeus, 1767)
- Ciona flemingi Herdman, 1880 → Rhopalaea flemingi (Herdman, 1880)
- Ciona gefesti Sanamyan, 1998 → Ciona pomponiae Monniot C. & Monniot F., 1989
- Ciona indica Sluiter, 1904 → Rhopalaea crassa (Herdman, 1880)
- Ciona ocellata (Agassiz, 1850) → Ciona intestinalis (Linnaeus, 1767)
- Ciona pulchella (Alder, 1863) → Ciona intestinalis (Linnaeus, 1767)
- Ciona sociabilis (Gunnerus, 1765) → Ciona intestinalis (Linnaeus, 1767)
- Ciona tenella (Stimpson, 1852) → Ciona intestinalis (Linnaeus, 1767)